# GSM-FR
GSM-FR (FR расш. как Full Rate) — первый цифровой стандарт кодирования речи, использованный в телефонах GSM. Битрейт кодека — 13 кбит/с. Качество звука — очень низкое по сравнению с современными стандартами, но в начале 1990-х, когда он разрабатывался, FR-кодек был хорошим компромиссом между сложностью реализации и качеством звука. Но, несмотря на наличие более современных кодеков, FR всё ещё широко применяется во всем мире. На смену FR пришли стандарты Enhanced Full Rate (EFR) и Adaptive Multi Rate (AMR), которые сочетали в себе лучшее качество звука и более низкий битрейт.

## Технология
GSM-FR описан в ETSI 06.10 и основан на RPE-LTP-парадигме кодирования речи. Как и во многих других стандартах кодирования голоса, используется линейное предсказание при расчёте значений сигнала. Однако, в отличие от современных кодеков, порядок предсказания равен 8, в то время как в кодеках, используемых в узкополосных системах, он равен 10, а в широкополосных — 16.

## Реализация
Существуют бесплатные реализации FR-кодека, например, libgsm.